# Fill-or-kill-order
Een fill-or-kill-order (kortweg FOK-order) is een term die gehanteerd wordt in de handel in effecten. Het is een van de uitvoeringscondities die mogelijk is op de Nederlandse beurs. De fill-or-kill-instructie betekent dat de gehele order direct in één keer op één koers moet worden uitgevoerd. Als dit niet mogelijk is, vervalt de order direct.
Deze conditie wordt wel gebruikt als men dezelfde order achtereenvolgens op verschillende beurzen wil plaatsen tot deze is uitgevoerd. De order wordt geheel uitgevoerd, of juist niet. Men wint tijd, omdat de order niet hoeft te worden geroyeerd. En de transactiekosten worden slechts eenmaal in rekening gebracht.

## Alternatieven
Niet te verwarren met een fill-and-kill-order, waarbij, indien een order slechts gedeeltelijk direct kan worden uitgevoerd, de rest van de order vervalt.
Een variant is de alles-of-nietsorder. Deze order moet ook in één keer worden uitgevoerd, maar blijft staan zolang dat niet lukt.